# Samo Alto (Coquimbo)
Samo Alto es un pueblo y a su vez, la capital de la comuna de Río Hurtado, se encuentra dentro de la Región de Coquimbo y es parte de la provincia del Limarí, se encuentra ubicada en las orilllas del Río Hurtado y es conectada por la Ruta D-595, está situada a su vez a 60 km al sureste de la Conurbación Coquimbo - La Serena y cuenta con una población de 645 habitantes según el Censo de 2017.

## Historia
Samo Alto fue capital de la antigua comuna de Samo Alto, ubicada en la Provincia de Coquimbo, en 1979, según el decreto 2.868 la comuna pasaría a ser lo que actualmente se le conoce como Río Hurtado.

## Ubicación
Samo Alto se encuentra ubicada a 60 km de la Conurbación Coquimbo - La Serena (Capital regional), a 33,1 km de Ovalle (Capital provincial) 344 km de Santiago de Chile (Capital Nacional), es conectada por la Ruta D-595 culminante en su tramo principal en Hurtado, y secundario en El Bolsico, y por la Ruta D-451 terminante en Los Maitenes.

## Turismo
El turismo de Samo Alto se basa en el senderismo y vista de sitios arqueológicos naturales, entre ellos las Cascadas Las Tinajas. También hay lugares claves para visitar, entre ellos la Iglesia San Francisco Javier.

## Demografía
Samo Alto en 2002 contaba con una población de 320 habitantes, para terminar con 645 en 2017.
| Gráfica de evolución demográfica de Samo Alto entre 1992 y 2017 |
|                                                                 |
| Fuente: Instituto Nacional de Estadísticas                      |

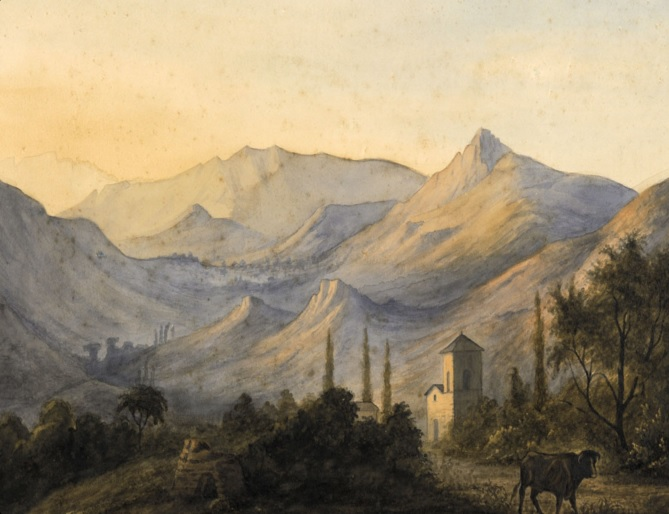
Río Hurtado que orilla Samo Alto

## Clima
Según la Clasificación Climatica de Köppen cuenta con un clima semi-templado perteneciendo al Csa - clima mediterráneo típico